# San Miguel del Camino
San Miguel del Camino est une localité du municipio (municipalité ou canton) de Valverde de la Virgen, dans la comarque de Tierra de León, province de León, communauté autonome de Castille-et-León, dans le Nord de l'Espagne.
C'est une halte sur le Camino francés du Pèlerinage de Saint-Jacques-de-Compostelle.

## Culture et patrimoine

### Pèlerinage de Compostelle

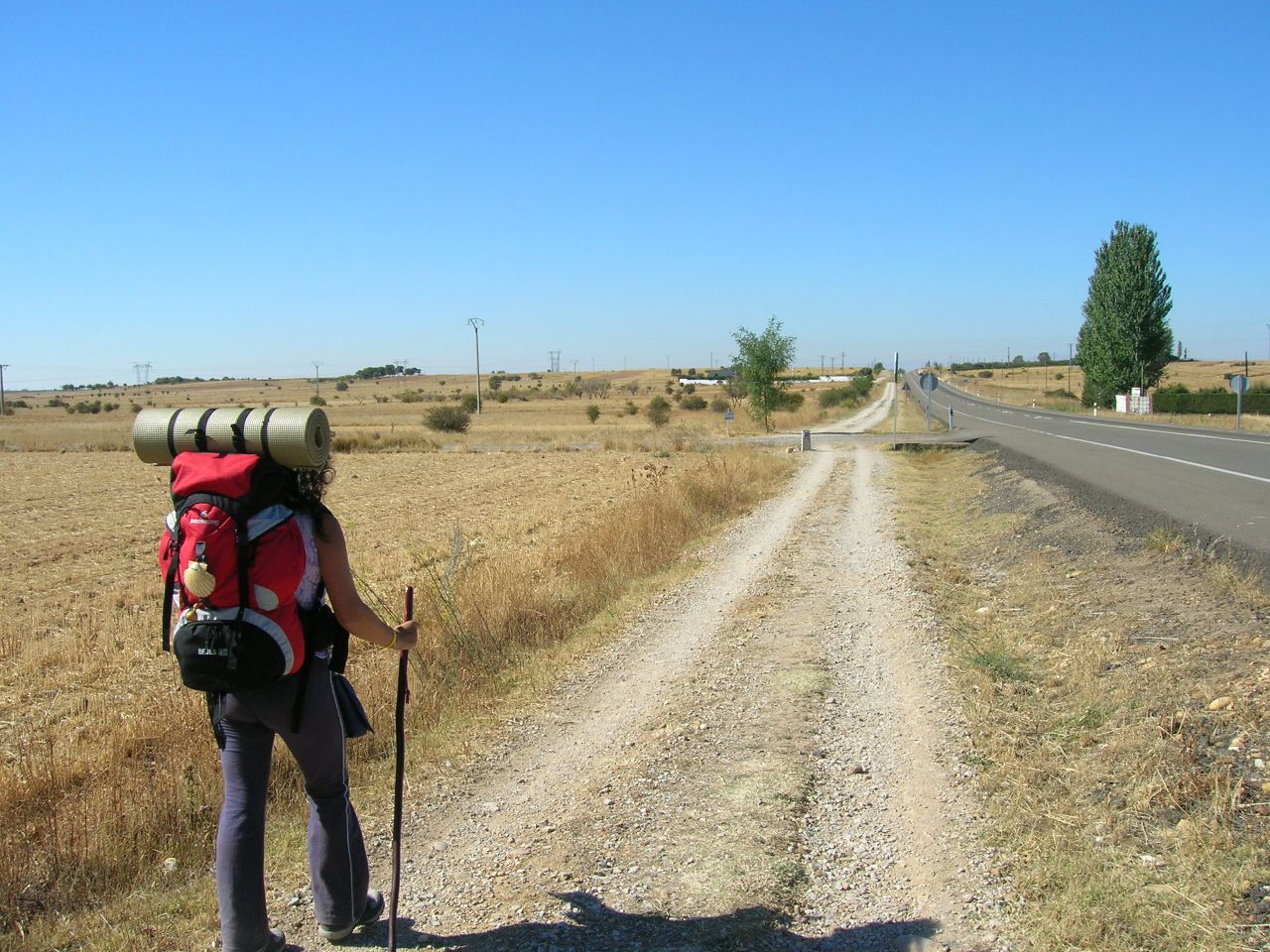
Le Chemin de Compostelle dans le Páramo Leonés, le long de la N-120, près de San Miguel del Camino.

Sur le Camino francés du Pèlerinage de Saint-Jacques-de-Compostelle, par la branche du Camino Real, on vient de la localité de Valverde del Camino dans le municipio du même nom.
La prochaine halte est Villadangos del Páramo vers le sud-ouest par la suite du Camino Real ; on peut également rejoindre Chozas de Abajo, via Chozas de Arriba, si on se dirige au sud vers la Calzada de los Peregrinos.

## Sources et références
- (es) Cet article est partiellement ou en totalité issu de l’article de Wikipédia en espagnol intitulé « San Miguel del Camino » (voir la liste des auteurs).
- Grégoire, J.-Y. & Laborde-Balen, L. , « Le Chemin de Saint-Jacques en Espagne - De Saint-Jean-Pied-de-Port à Compostelle - Guide pratique du pèlerin », Rando Éditions, mars 2006,  (ISBN 2-84182-224-9)
- « Camino de Santiago St-Jean-Pied-de-Port - Santiago de Compostela », Michelin et Cie, Manufacture Française des Pneumatiques Michelin, Paris, 2009,  (ISBN 978-2-06-714805-5)
- « Le Chemin de Saint-Jacques Carte Routière », Junta de Castilla y León, Editorial